# Moyynty
Moyynty är en ort i Kazakstan.   Den ligger i oblystet Qaraghandy, i den centrala delen av landet, 500 km söder om huvudstaden Astana. Moyynty ligger 575 meter över havet och antalet invånare är 2 049.
Terrängen runt Moyynty är platt.  Trakten runt Moyynty är nära nog obefolkad, med mindre än två invånare per kvadratkilometer. Trakten runt Moyynty består i huvudsak av gräsmarker.